# Володимирський собор (Київ)
Володимирський собор (собор святого рівноапостольного великого князя Володимира) — православний собор у Києві, головний храм Української Православної Церкви Київського Патріархату.
Собор зведено у 1862—1882 роки.
Собор побудовано в руському неовізантійському стилі, початковий проєкт собору склали архітектори Іван Штром і Павло Спарро; пізніше його переробив архітектор Олександр Беретті. У споруджені собору брали участь архітектори Рудольф Бернгард, Карл Маєвський, Володимир Ніколаєв.
Собор у плані — традиційний давньоруський шестистовпний триапсидний храм, але увінчаний сімома банями.

## Історія

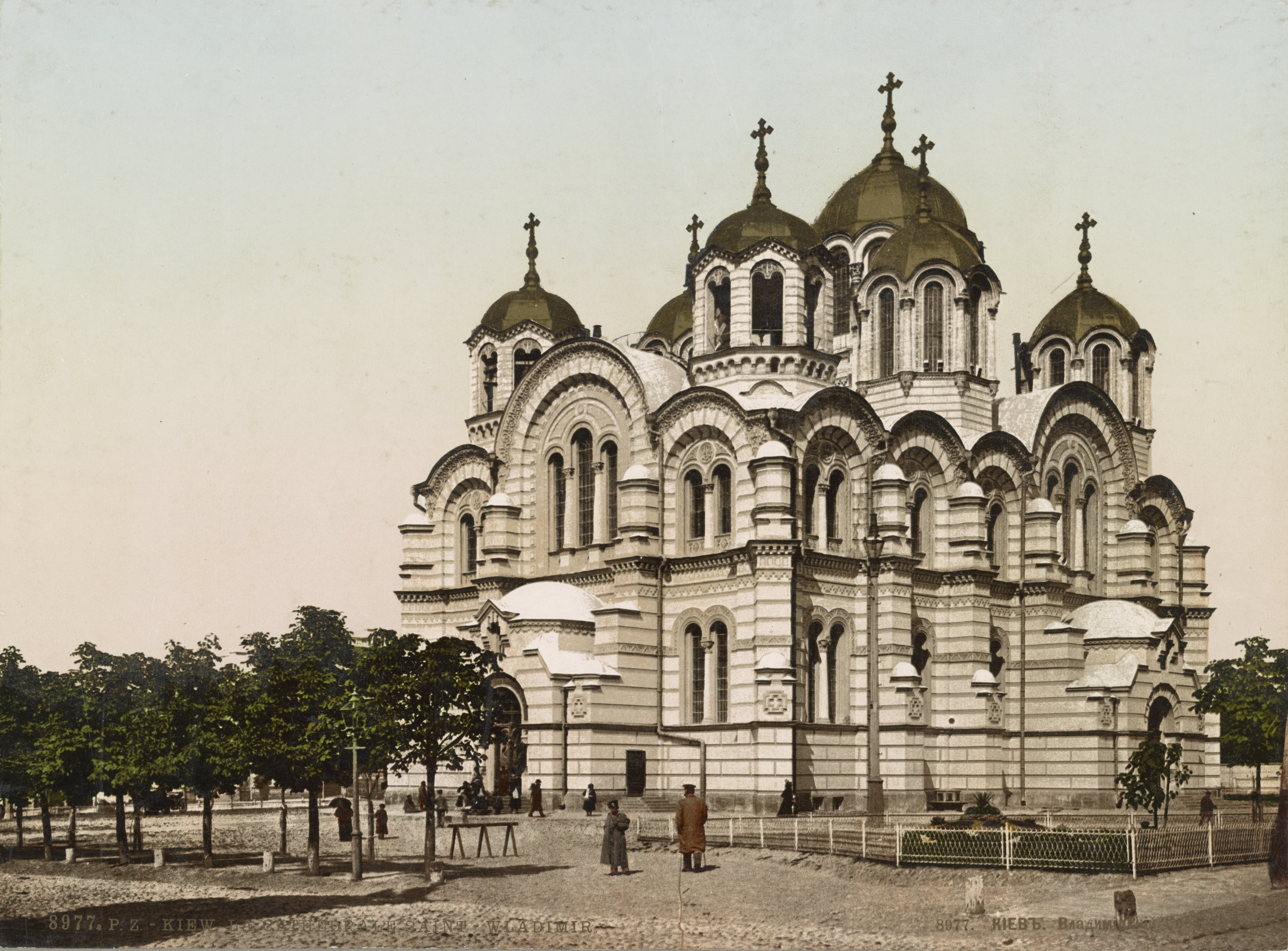
1896

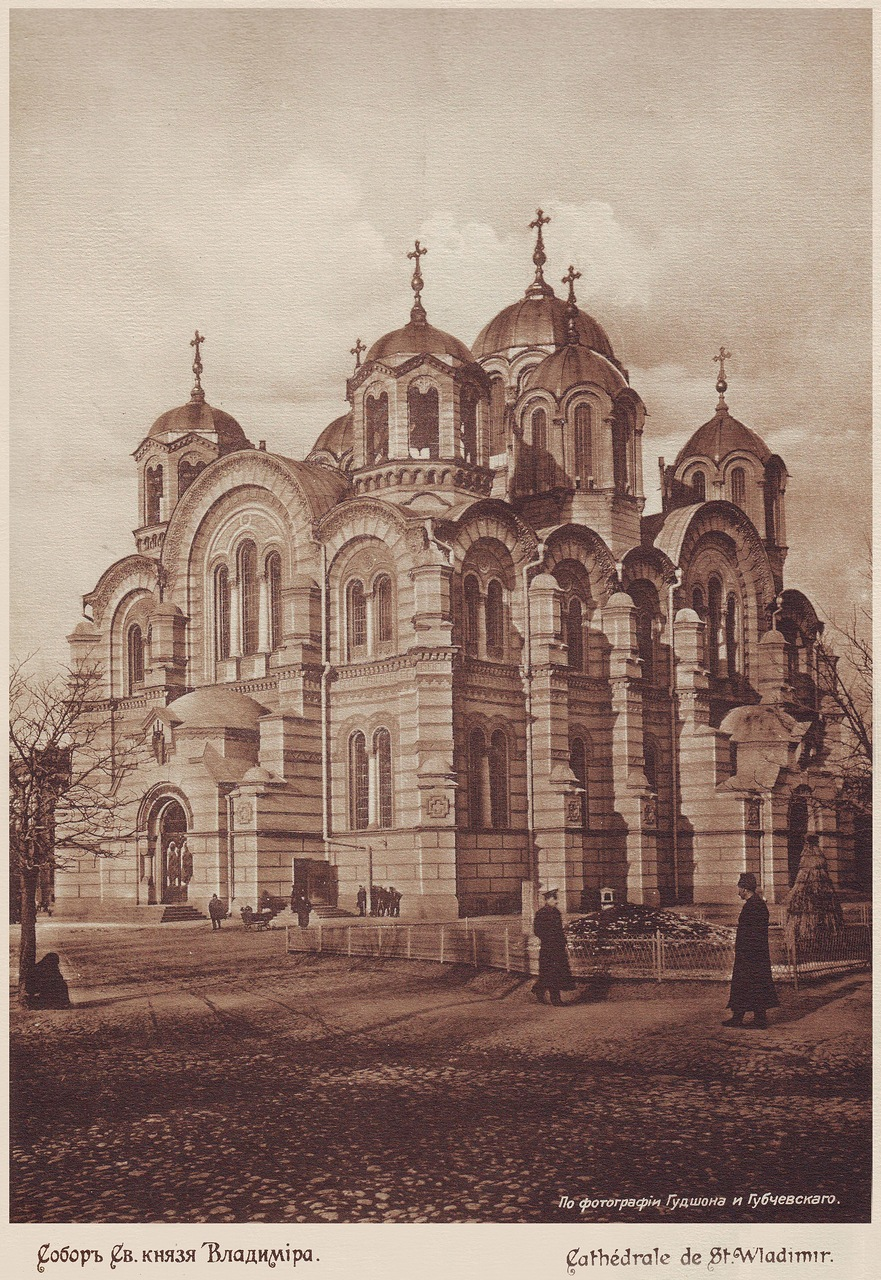
1911

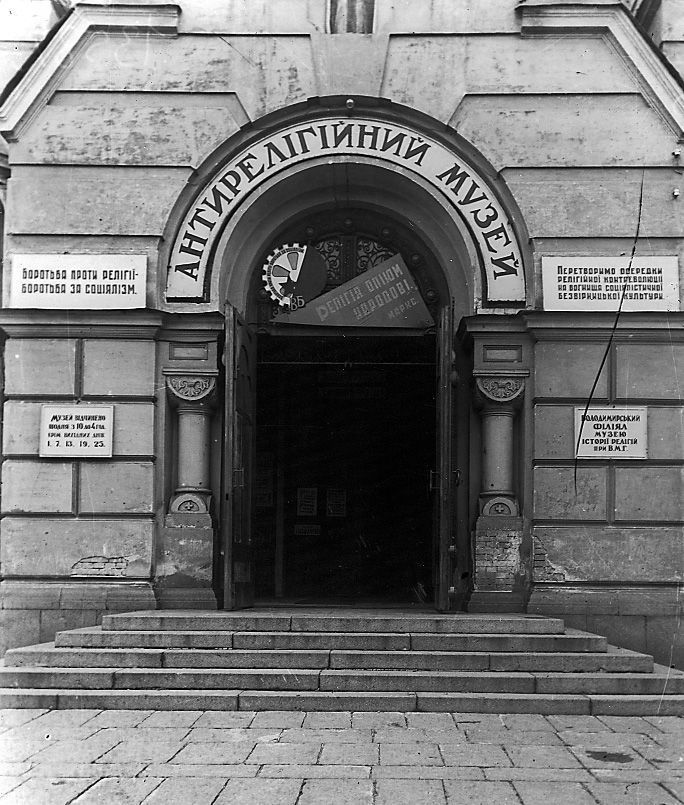
Антирелігійний музей у Володимирському соборі за радянських часів (фото кінця 1920 років)

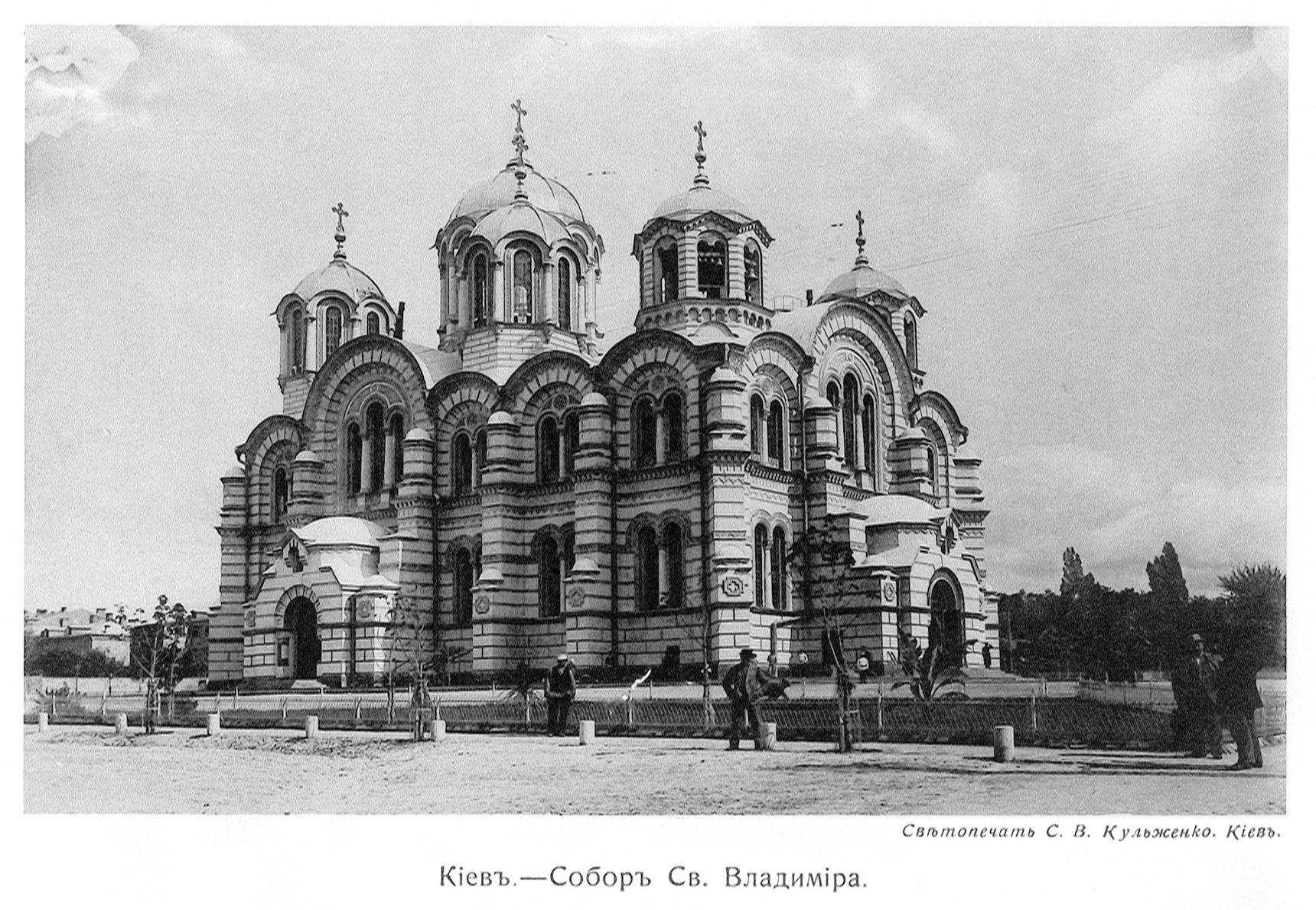

У 1852 році Філарет, митрополит Московський, запропонував збудувати у Києві храм на честь майбутнього дев'ятисотріччя Хрещення Русі київським князем Володимиром. Громадяни з усіх частин Російської імперії почали масово жертвувати кошти на храм, і в 1859 загальна сума пожертв досягла 100 000 російських карбованців.
Спорудження храму розпочалося в 1862, а закінчилося в 1882.
На урочистому освячуванні собору, що відбулося 20 серпня 1896, був присутнім імператор Микола II з дружиною Олександрою.
У радянські часи собор залишався відкритим храмом, виконуючи функції кафедрального собору Києво-Галицької митрополії Російської Православної Церкви. Хоча спроби закрити були. Так, в серпні 1929 секретаріат ВУЦВК затвердив рішення Київської міської ради про закриття «за численними проханнями трудящих» Володимирського собору в Києві та організацію в його приміщенні Всеукраїнського антирелігійного музею.
Під час німецького контролю над Києвом (1941-1943) собор був відреставрований, на кінець 1943 було призначено його урочисте відкриття. Після переходу Києва під контроль СРСР від німців собор став кафедральним собором Російської православної церкви і у такій якості функціонував надалі.
У 1992 р., після утворення Української Православної церкви Київського Патріархату храм став Патріаршим кафедральним собором цієї конфесії.
У Володимирському соборі нині знаходяться мощі Великомучениці Варвари, реліквіяр для яких у 18 столітті виготовив київський золотар Самійло Ростовський, а також мощі Святителя Макарія (митрополита Київського).

## Архітектура

### Будівництво
У 1859 році Іван Штром представив креслення собору на розгляд будівельного комітету. Собор був спроєктований в неовізантійському стилі, в його основу було покладено хрест. Собор повинні були увінчати тринадцять золотих куполів. Будівельний комітет, розглянувши і схваливши проєкт, відправив креслення до Петербурга, де його затвердив особисто Олександр II.
У березні 1860 був спланований майданчик для будівництва соборного храму. Враховуючи дефіцит коштів, будівельний комітет доручив єпархіальному архітекторові Павлу Спарро переробити проєкт Івана Штрома з метою зменшення розмірів споруди і кошторису на його будівництво. Спарро, щоб повністю не переробляти проєкт, вирішив зняти бічні нави, тобто змінити хрестоподібну основу. Замість тринадцяти куполів він залишив сім.
Безпосередній нагляд за будівництвом будівельний комітет доручив Олександру Беретті, який вніс значні зміни до проєкту Штрома-Спарро.
15 (27) липня 1862, у день святкування пам'яті князя Володимира, у присутності місцевої аристократії та духовенства митрополит Київський і Галицький Арсеній заклав перший камінь майбутнього храму.
Уже в 1866 році собор був збудований до куполів. Проте несподівано стіни, а слідом за ними арки й перекриття, дали глибокі тріщини. Стало зрозуміло, що вони не витримають ваги куполів. Роботи припинили, було створено спеціальний технічний комітет з провідних київських архітекторів, із Петербурга викликали Івана Штрома. З'ясувалося, що ситуацію викликали допущені при переробленні проєкту помилки в математичних розрахунках.
У 1875 році до Києва знову приїхав імператор Олександр II. Здійснюючи інспекційний огляд міста, він поцікавився й будівництвом соборного храму. Побачивши порожній будівельний майданчик і повністю прогнилі риштування, він наказав за всяку ціну продовжити будівництво. З Петербурга негайно викликали одного з найвідоміших архітекторів Рудольфа Бернгарда, який зробив точні математичні розрахунки навантажень на стіни і перекриття, а потім знайшов і технічне рішення для ліквідації тріщин. Зовнішні тримальні стіни було запропоновано зміцнити прибудовою бічних нефів і контрфорсів.
У червні 1876 було відновлено будівельні роботи, які очолив київський архітектор Володимир Ніколаєв. Він розробив проєкти бічних нефів. Усередині храм було розділено на три нефи: середній і два бокові, а ті у свою чергу розділено хорами на дві нерівні частини. Округлість будові надавали апсиди, що відповідали ширині внутрішніх нефів. У соборі планувалося зробити п'ять притворів (три внизу і два на хорах). Однак за візантійськими традиціями було вирішено, що у Володимирському соборі буде один престол у середньому нефі, у правому ж розміститься жертовник, а в лівому — ризниця. Ще два вівтарі — Ольгинській і Борисоглібський — повинні були розташовуватися на хорах.
У 1882 році двадцятирічне будівництво Свято-Володимирського собору завершилося.

## Інтер'єр
Значну художню цінність мають внутрішні настінні розписи, які виконали 1885—1896 російські художники під загальним керівництвом професора Адріяна Прахова:
- Віктору Васнецову належить розпис головної нави собору, в якій, крім релігійних сюжетів, велике місце займали історичні композиції — «Хрещення Русі», «Хрещення Володимира», портрети канонізованих святих: Володимира Великого, Андрія Боголюбського, Олександра Невського, княгині Ольги та ін.
- Михайло Нестеров виконав іконостаси в бокових навах, 2 композиції — «Різдво» і «Воскресіння» — на стінах хорів і «Богоявлення» в хрещальні. Також написав образи Св. Бориса і Гліба, Варвари Великомучениці, Св. Михаїла тощо
- Павлу Свєдомському належать розписи в південному нефі «Воскресіння Лазаря» та «Моління про чашу» в північному нефі, а також «В'їзд Господній у Єрусалим», «Таємна вечеря», «Суд Пілата», «Святий дух над водами», три медальйони «Творення світу» (понеділок, вівторок, середа), «Вознесіння» та «Хор ангелів»[3].
- Вільгельм Котарбінському — «Вознесіння» та ін. Орнамент, що вкриває вільний простір, виконали українські майстри, крім правої нави, яку розписав М. Врубель.

### Галерея

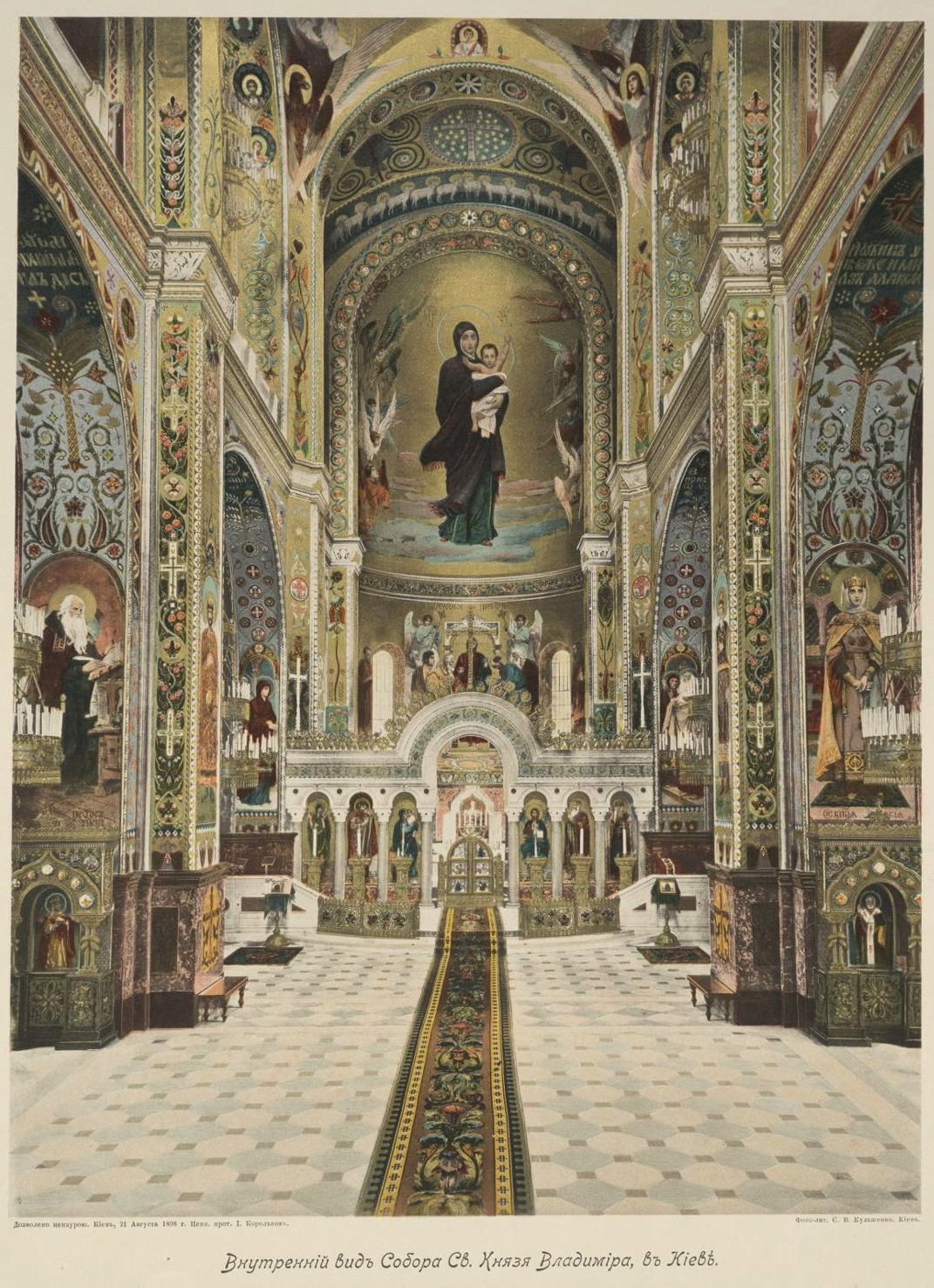
Усередині, 1898
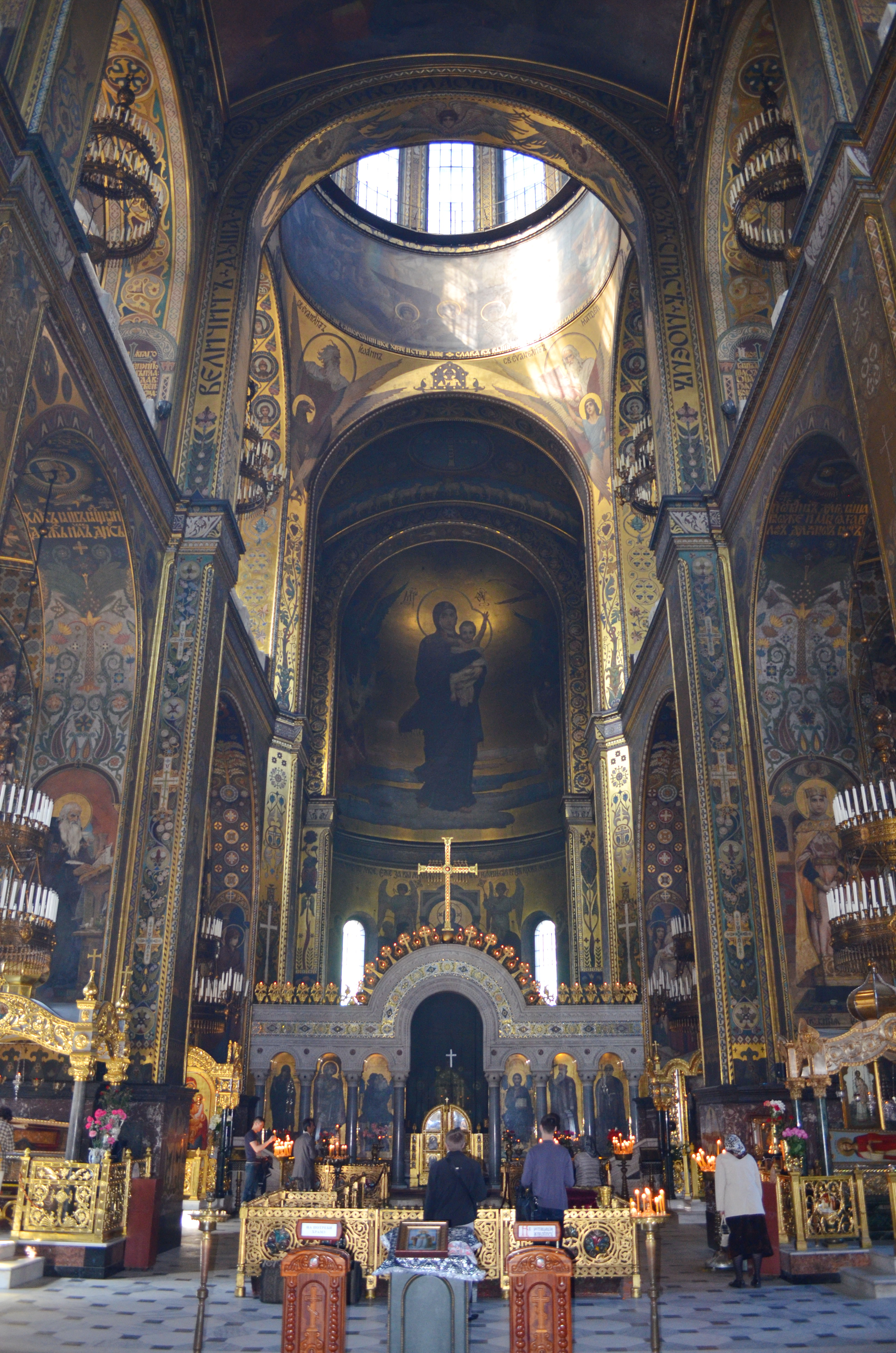
Усередині
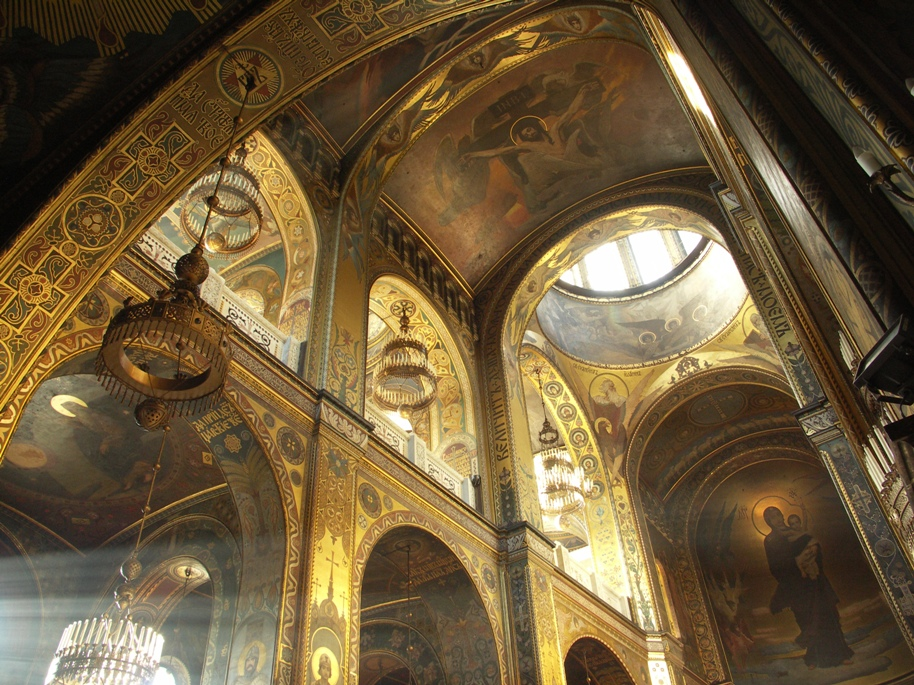
Віктор Васнецов. Головна нава
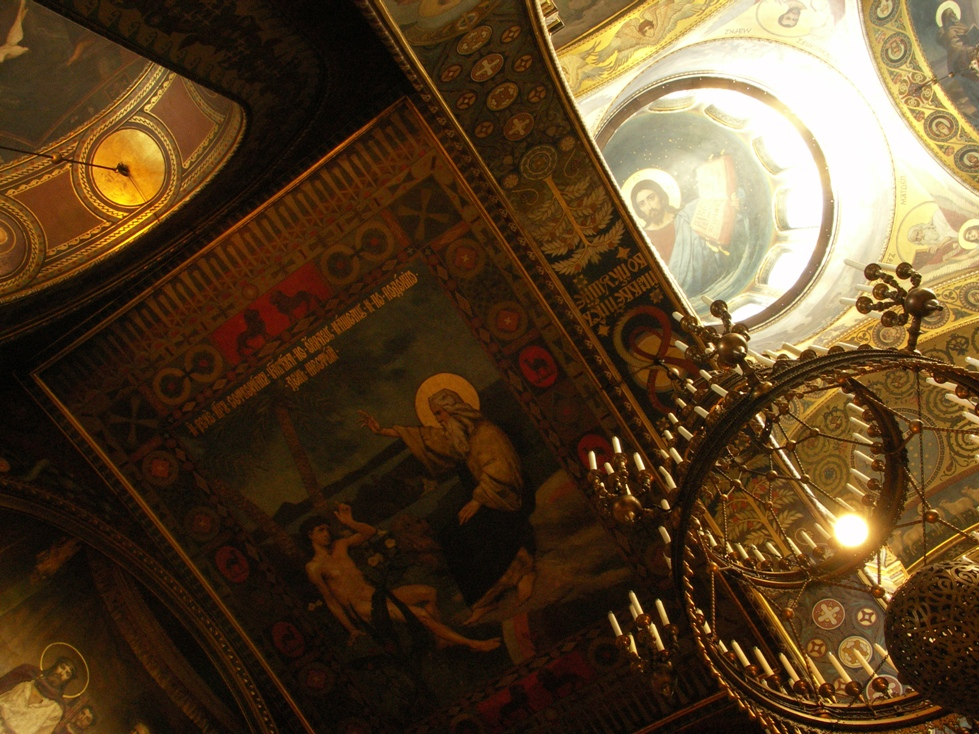
Усередині
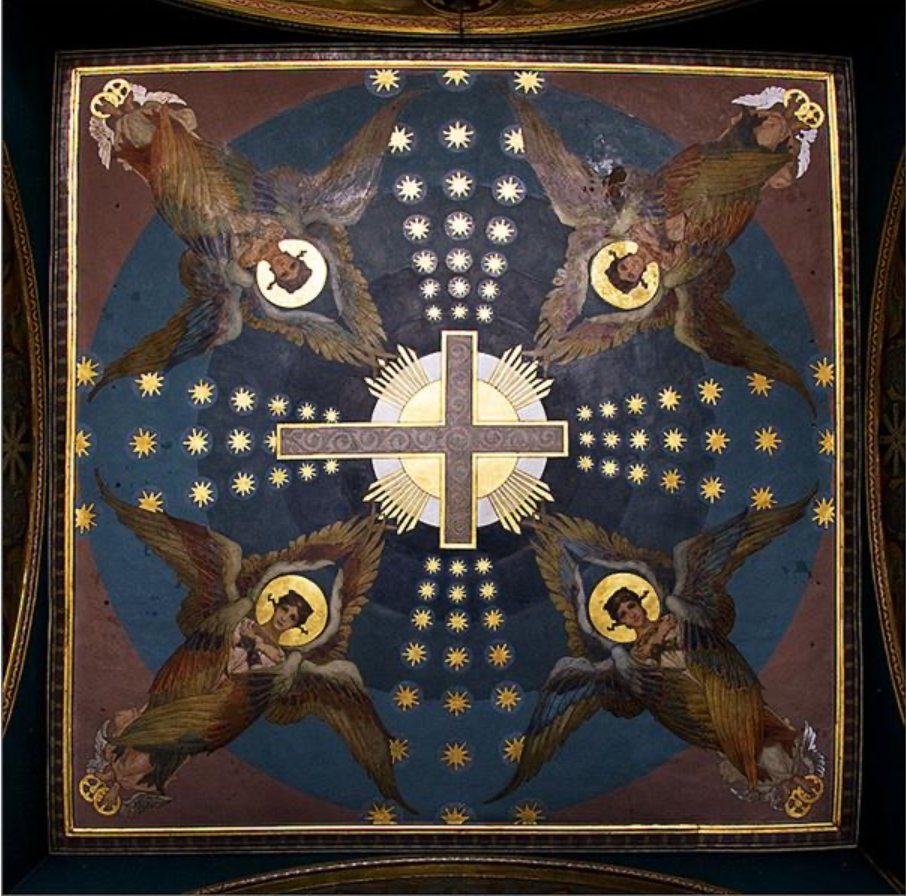
Вільгельм Котарбінський. Дах
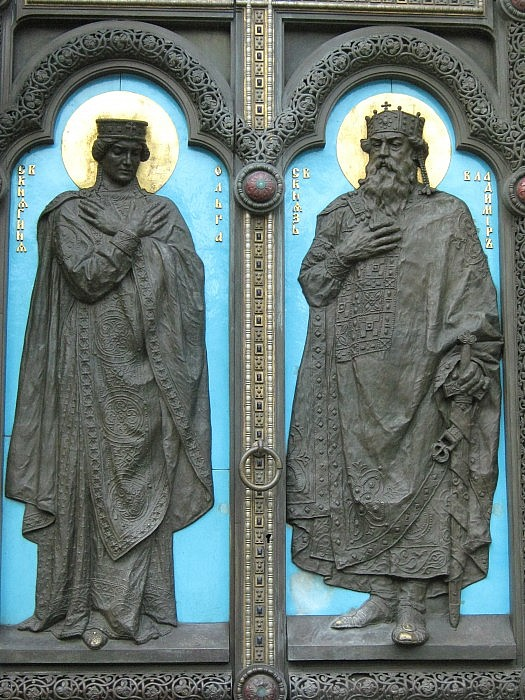
Ворота: Володимир Великий та свята кн. Ольга
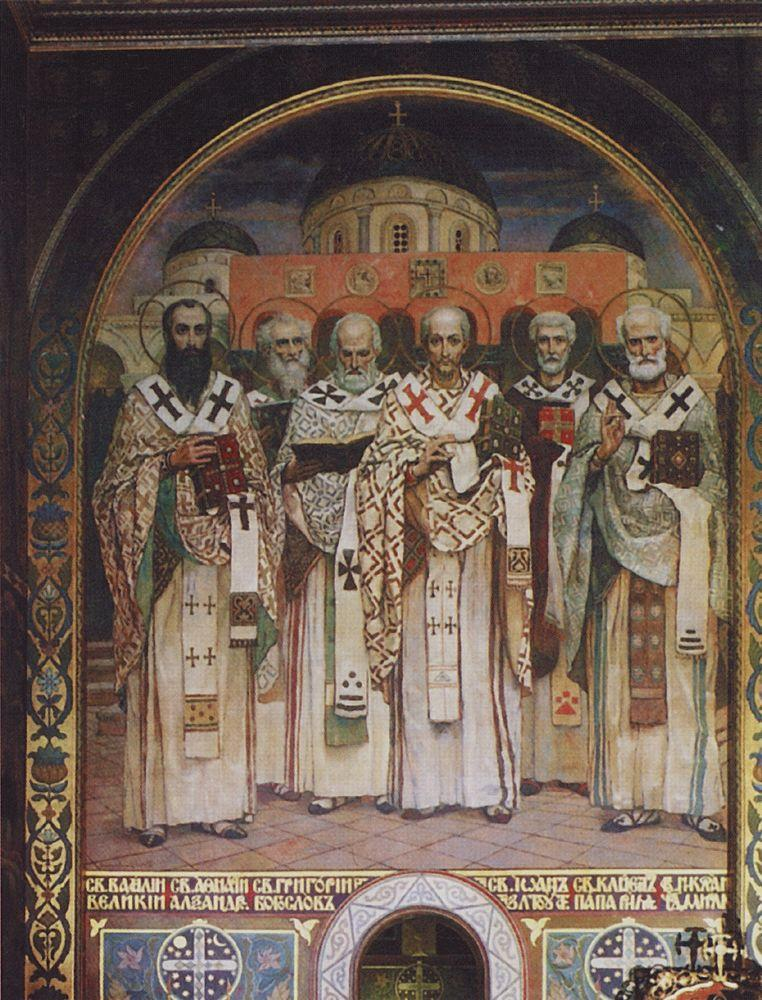
Віктор Васнецов. Собор святителів Вселенської церкви (1885-1896)
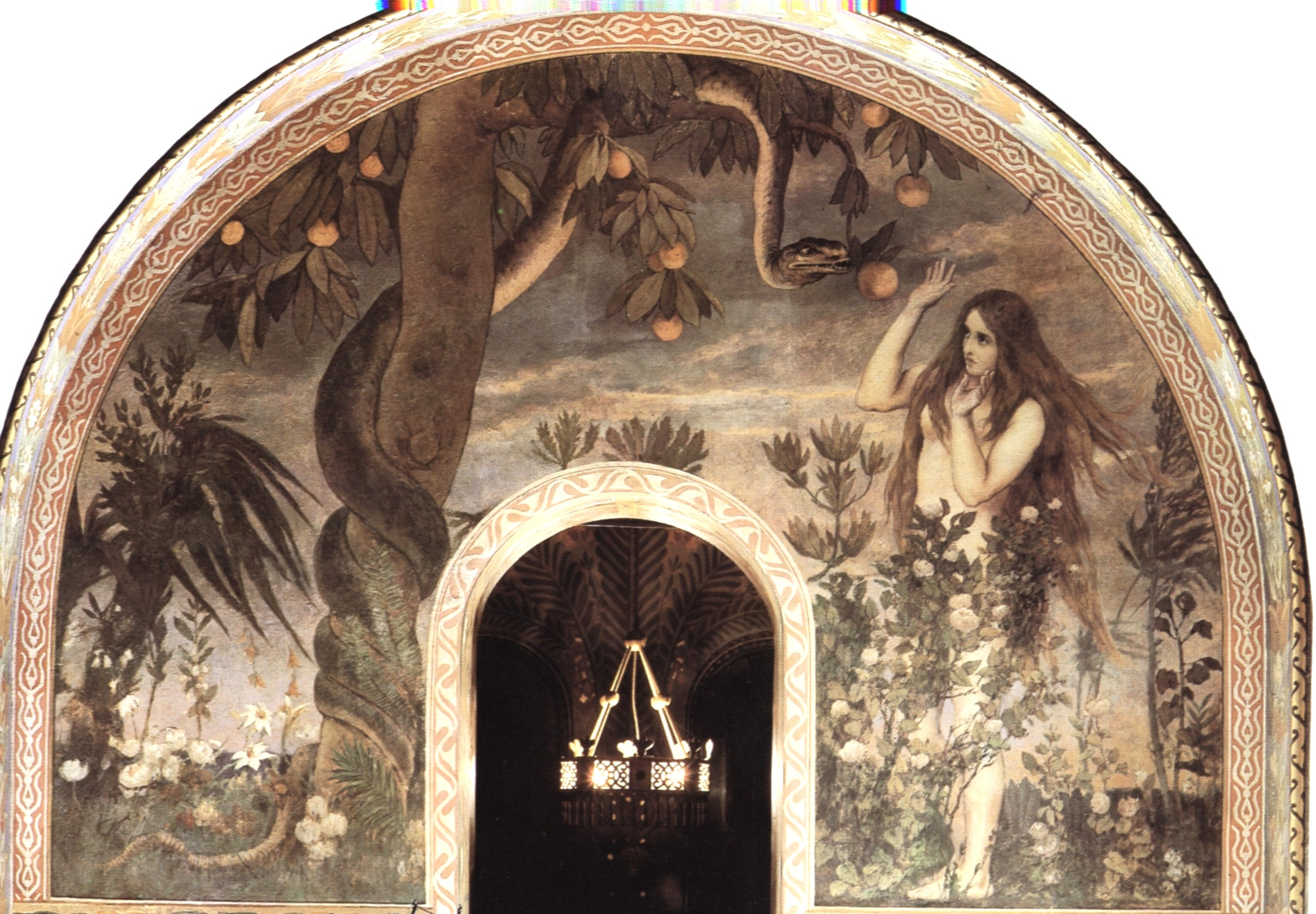
Віктор Васнецов. Спокушення Єви змієм (1885-1896)
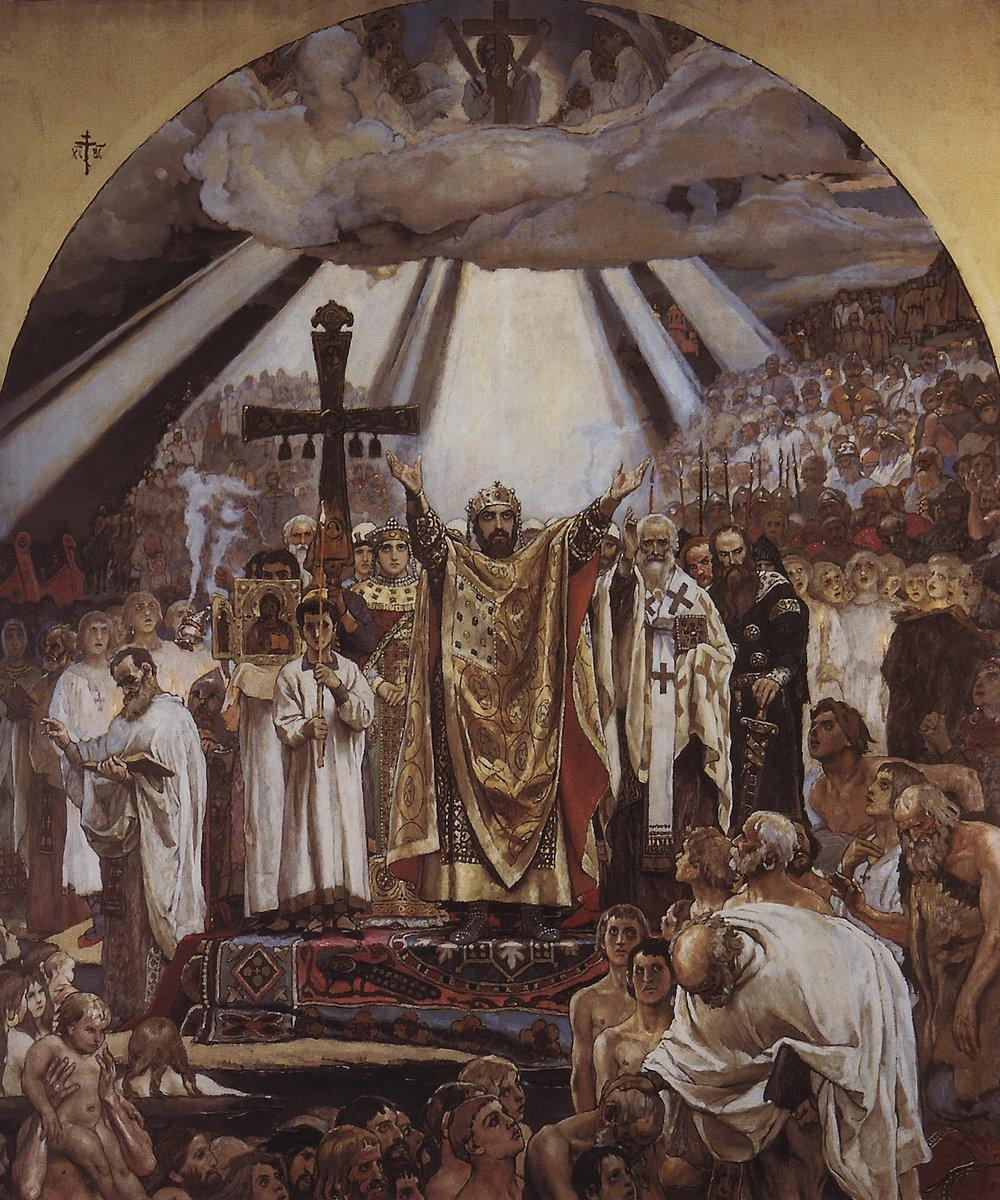
Віктор Васнецов. Хрещення Київської Русі  (1885-1896)
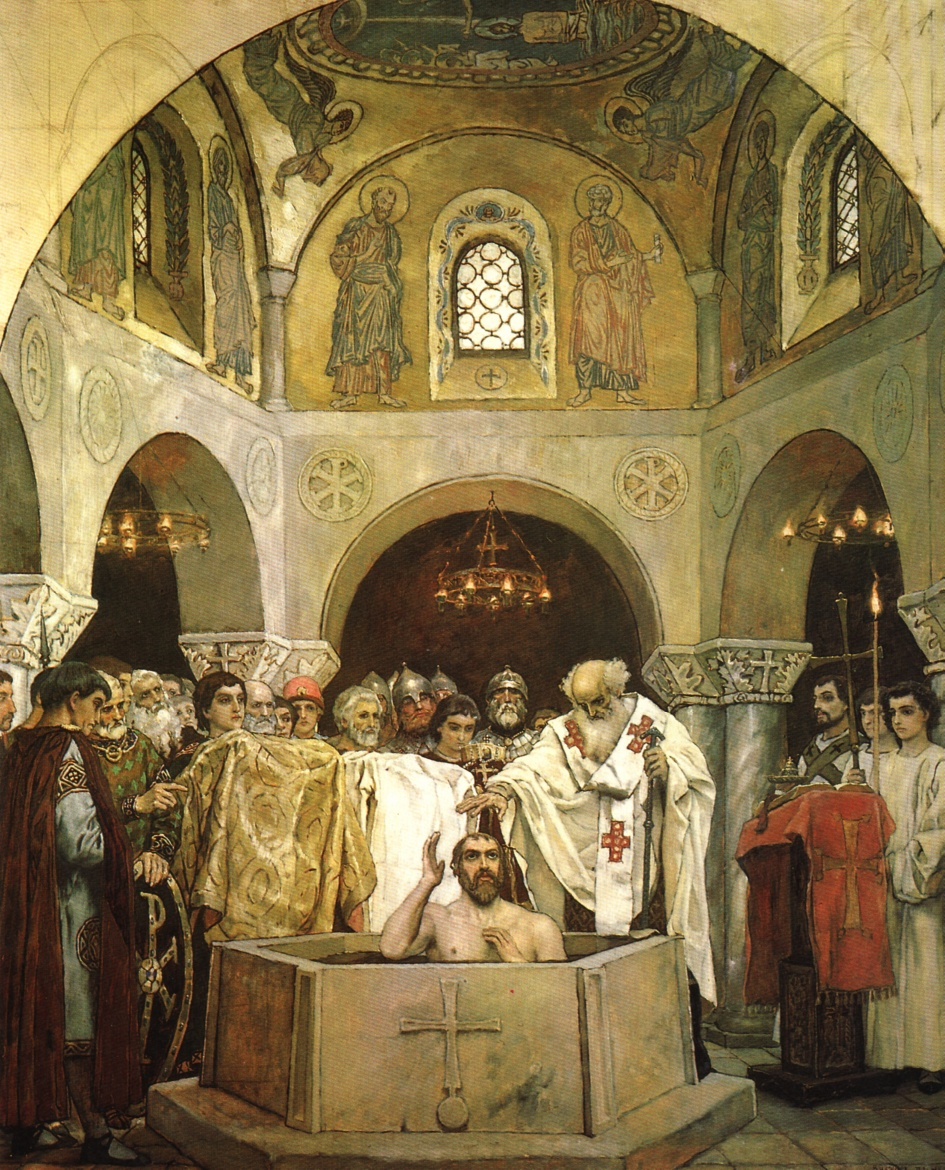
Віктор Васнецов. Хрещення Святого князя Володимира (1890)
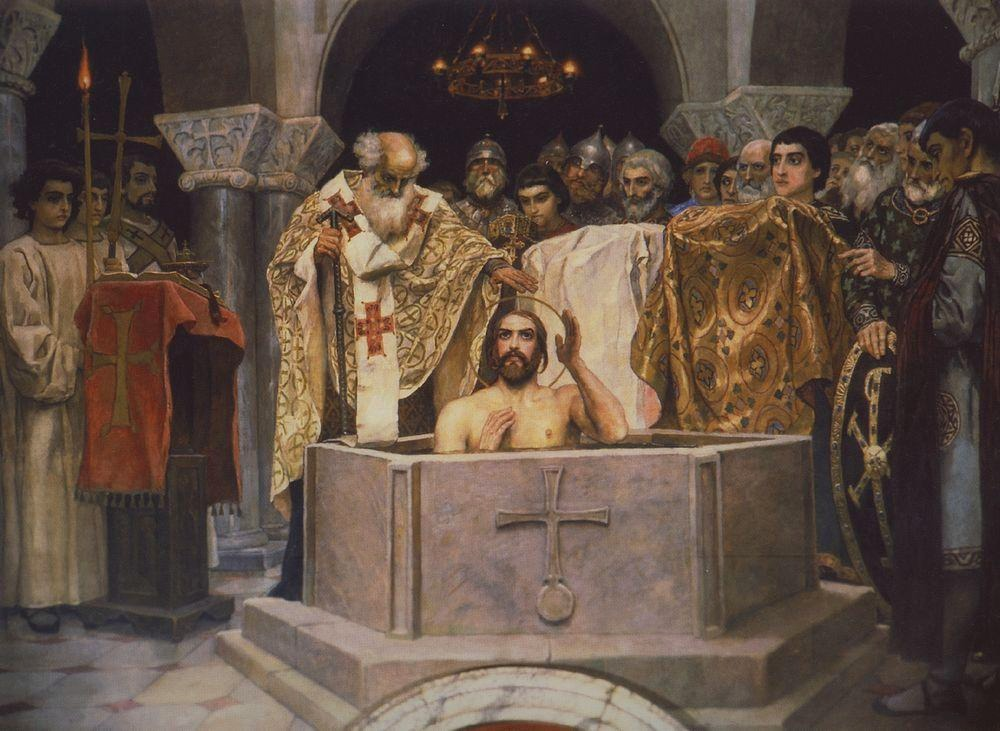
Віктор Васнецов. Хрещення Святого князя Владимира (1885-1896)
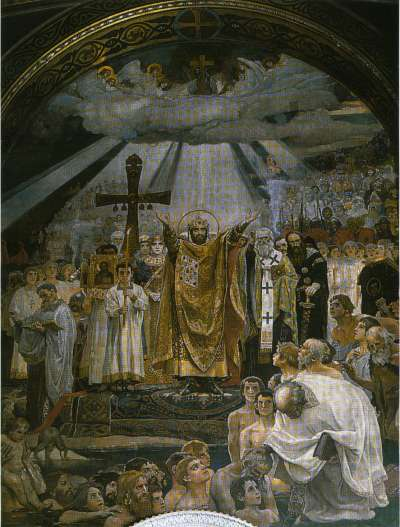
Віктор Васнецов. Хрещення киян
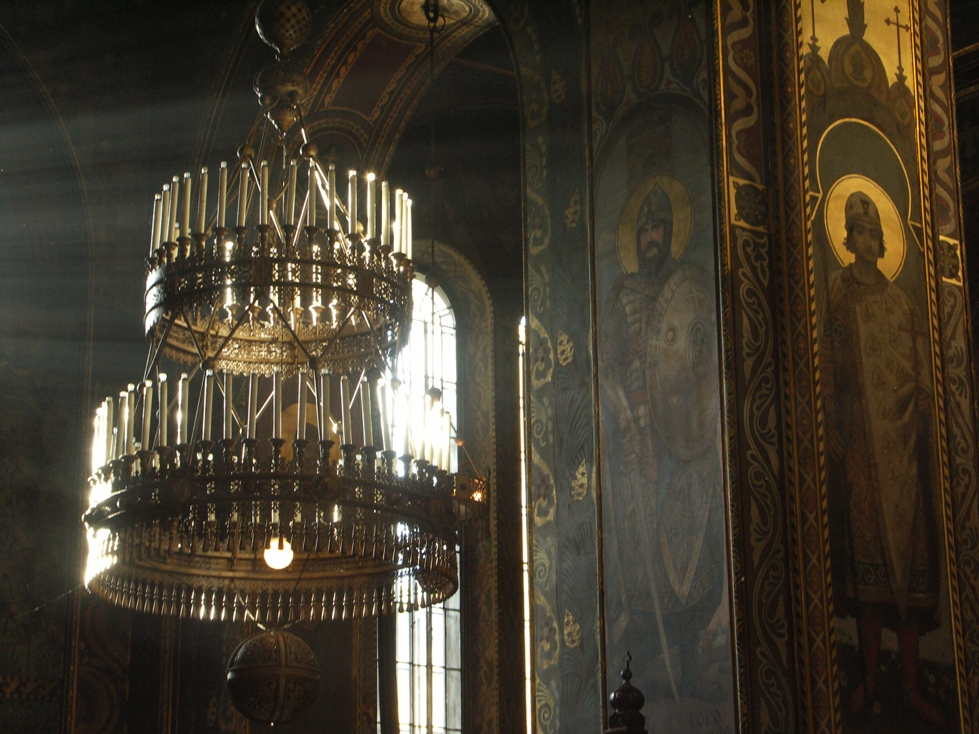
Соборне панікадило. Андрій Боголюбський (Віктор Васнецов) та князь Борис (Михайло Нестеров)
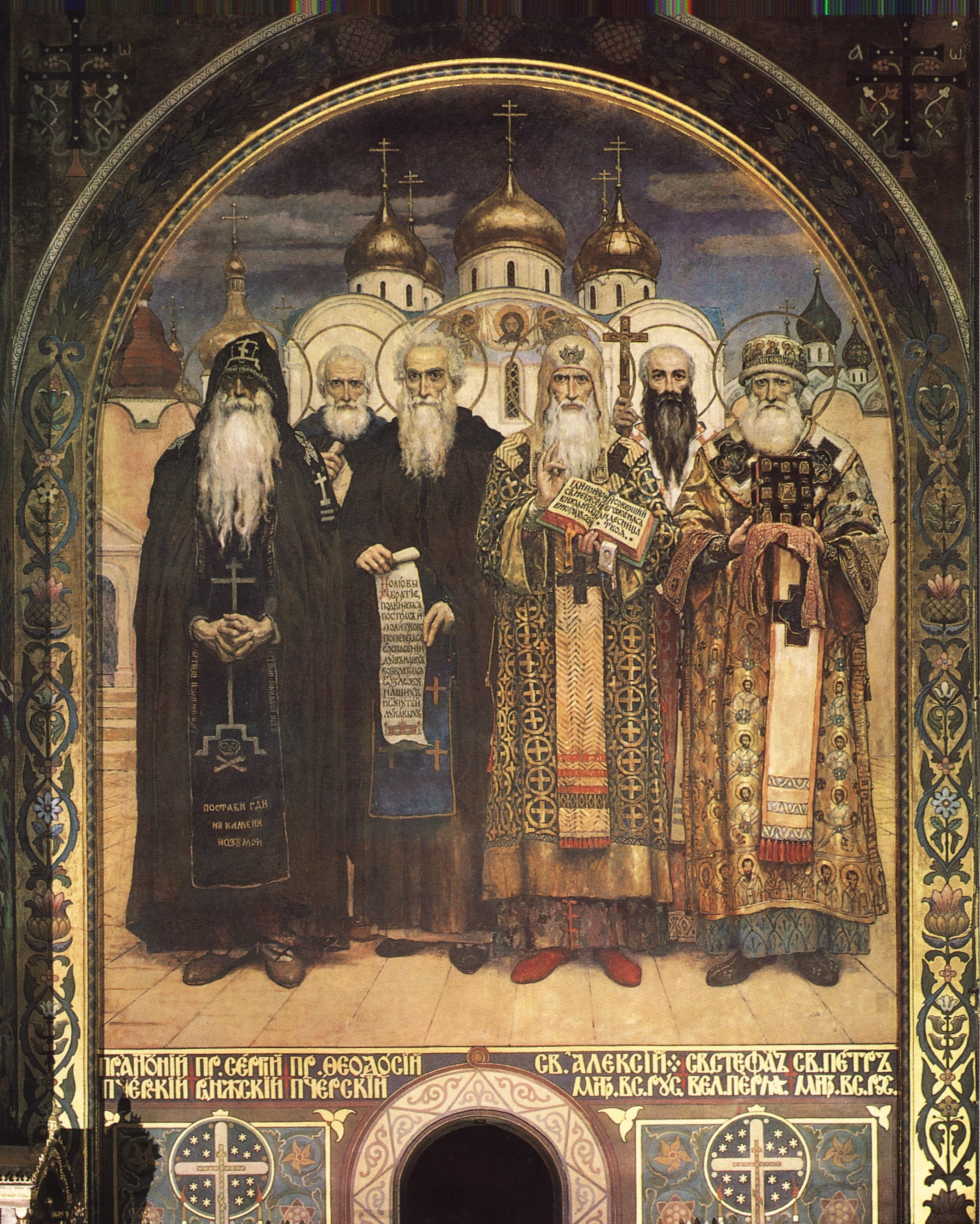
Віктор Васнецов. Єпископи
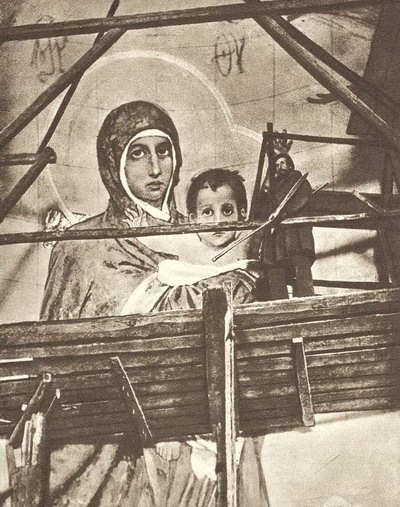
Віктор Васнецов у Володимирському соборі, 1880-і
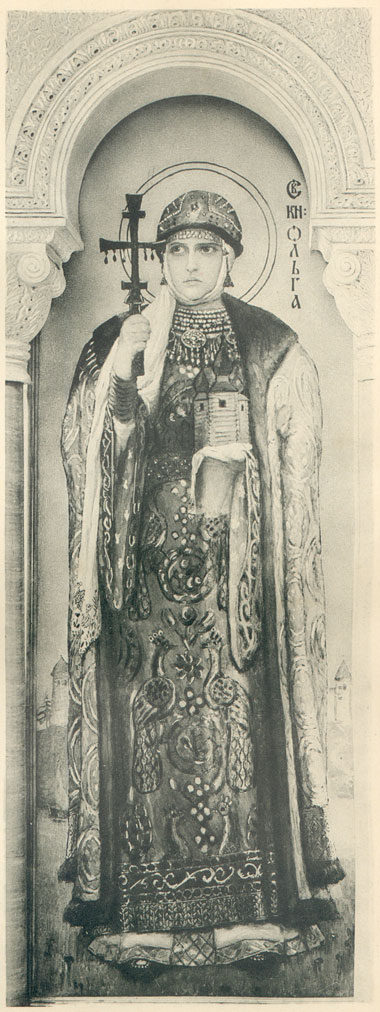
Зображення святої Ольги, знищене більшовиками
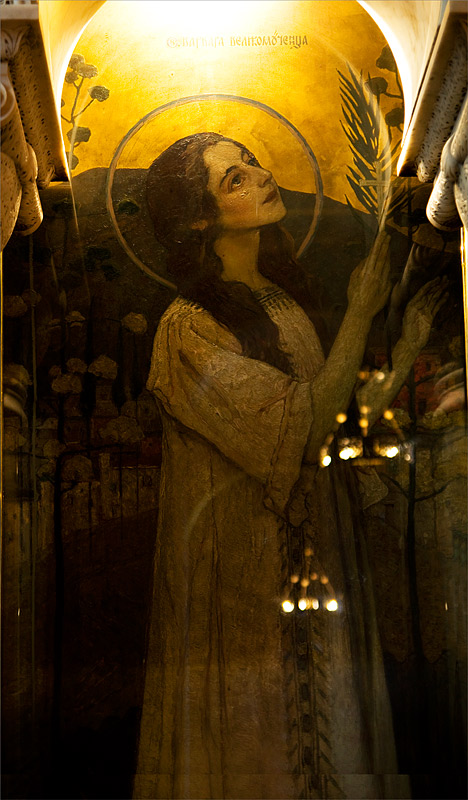
Михайло Нестеров. Свята Варвара (модель - Олена Прахова, донька керівника розпису)
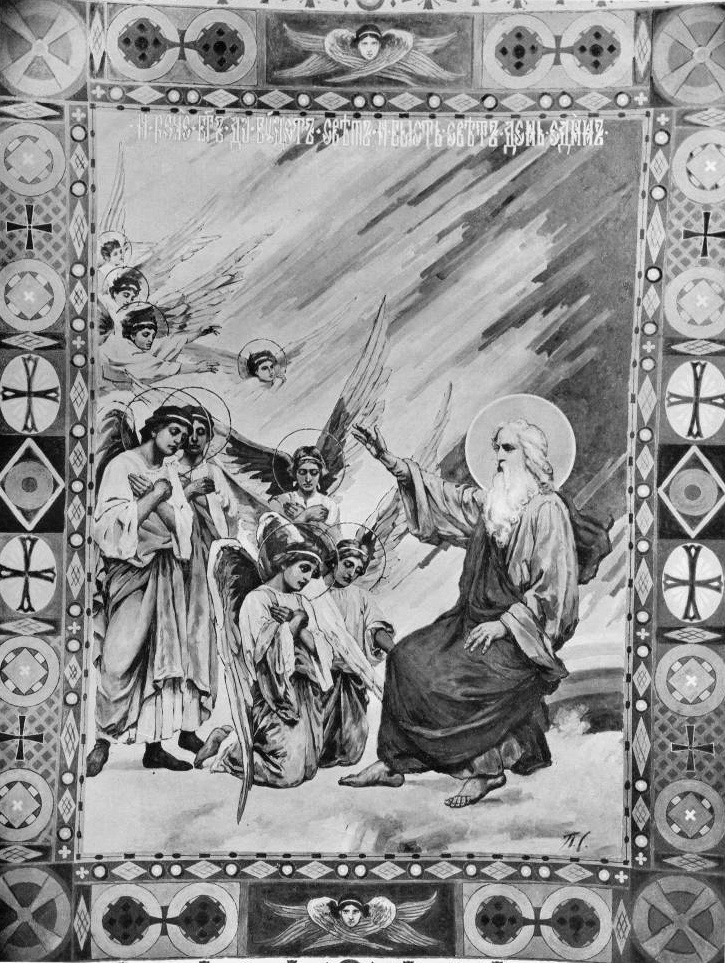
Павло Свєдомський. 1-й день творіння. И рече Бог: да будет свет, и бысть свет
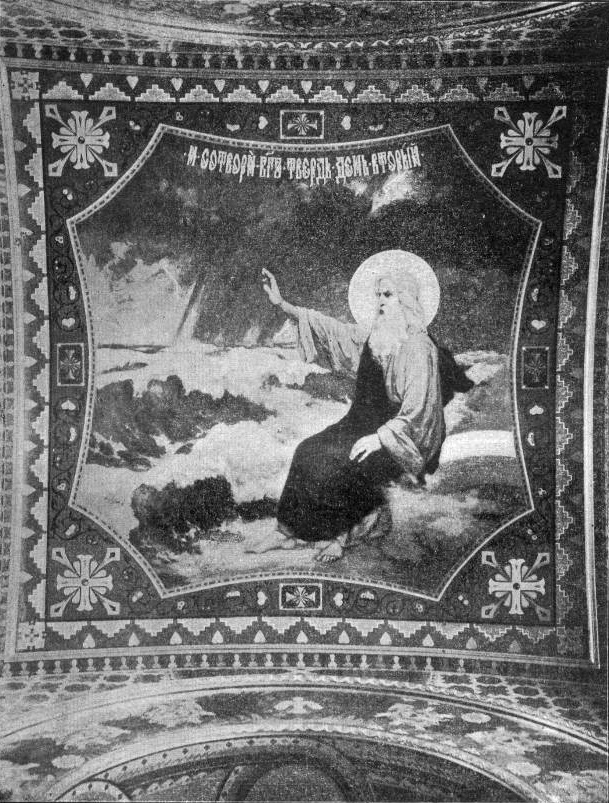
Павло Свєдомський. 2-й день творіння. И сотвори Бог твердь
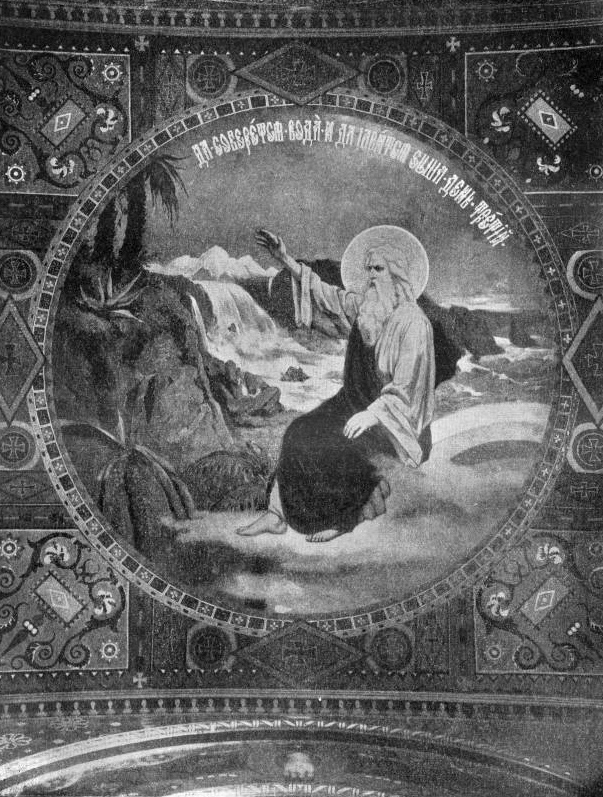
Павло Свєдомський. 3-й день творіння.
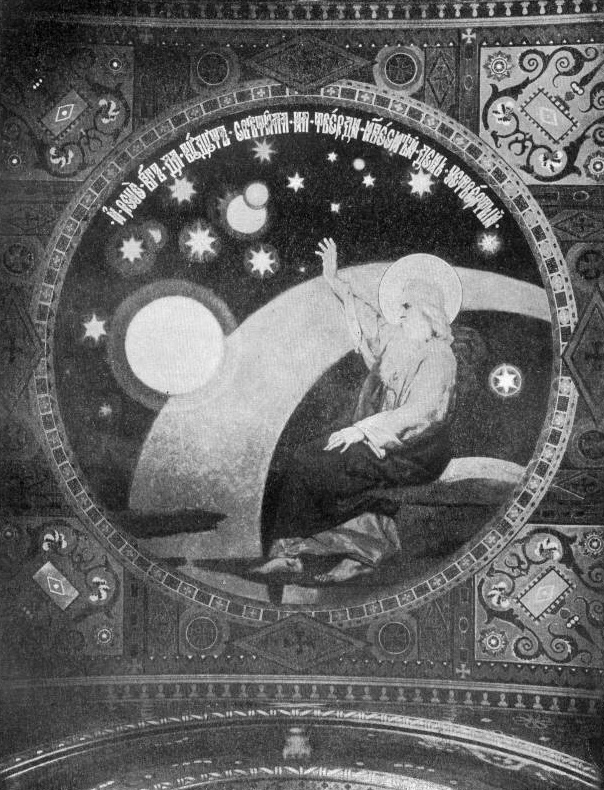
Павло Свєдомський. 4-й день творіння.
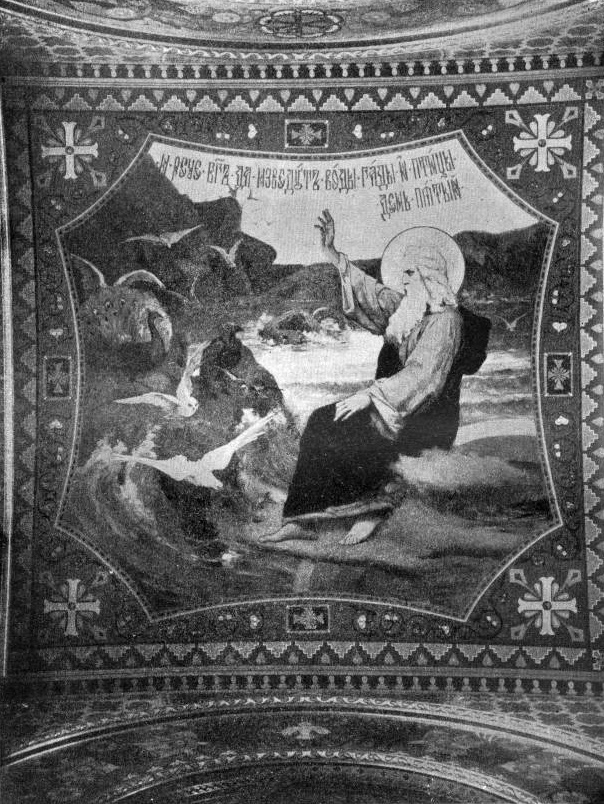
Павло Свєдомський. 5-й день творіння. И рече Бог: да изведут воды гады и птицы
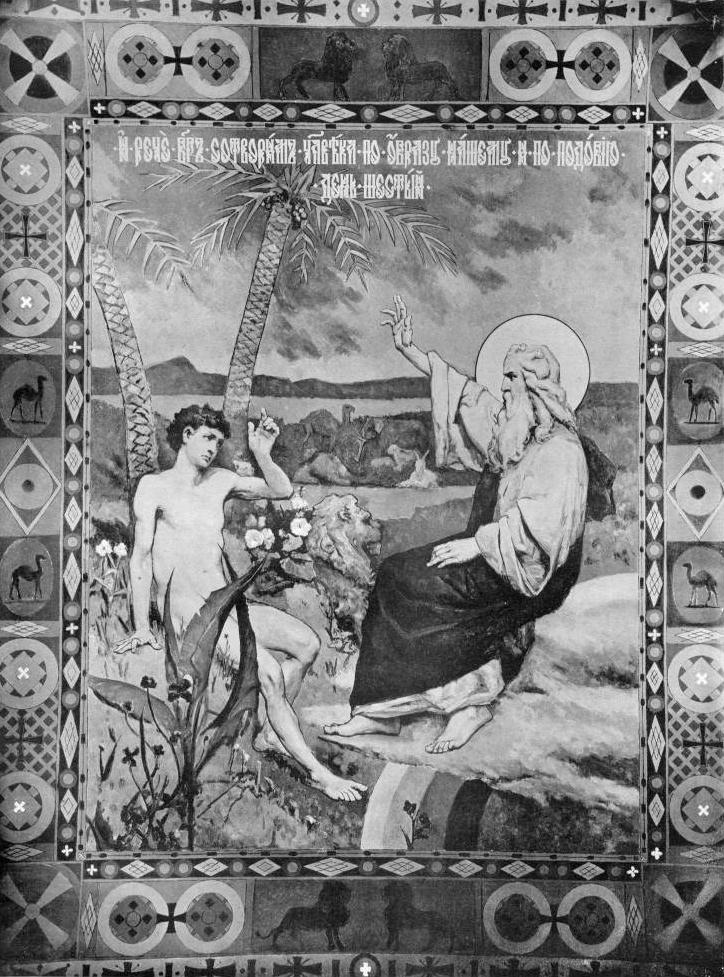
Павло Свєдомський. 6-й день творіння.
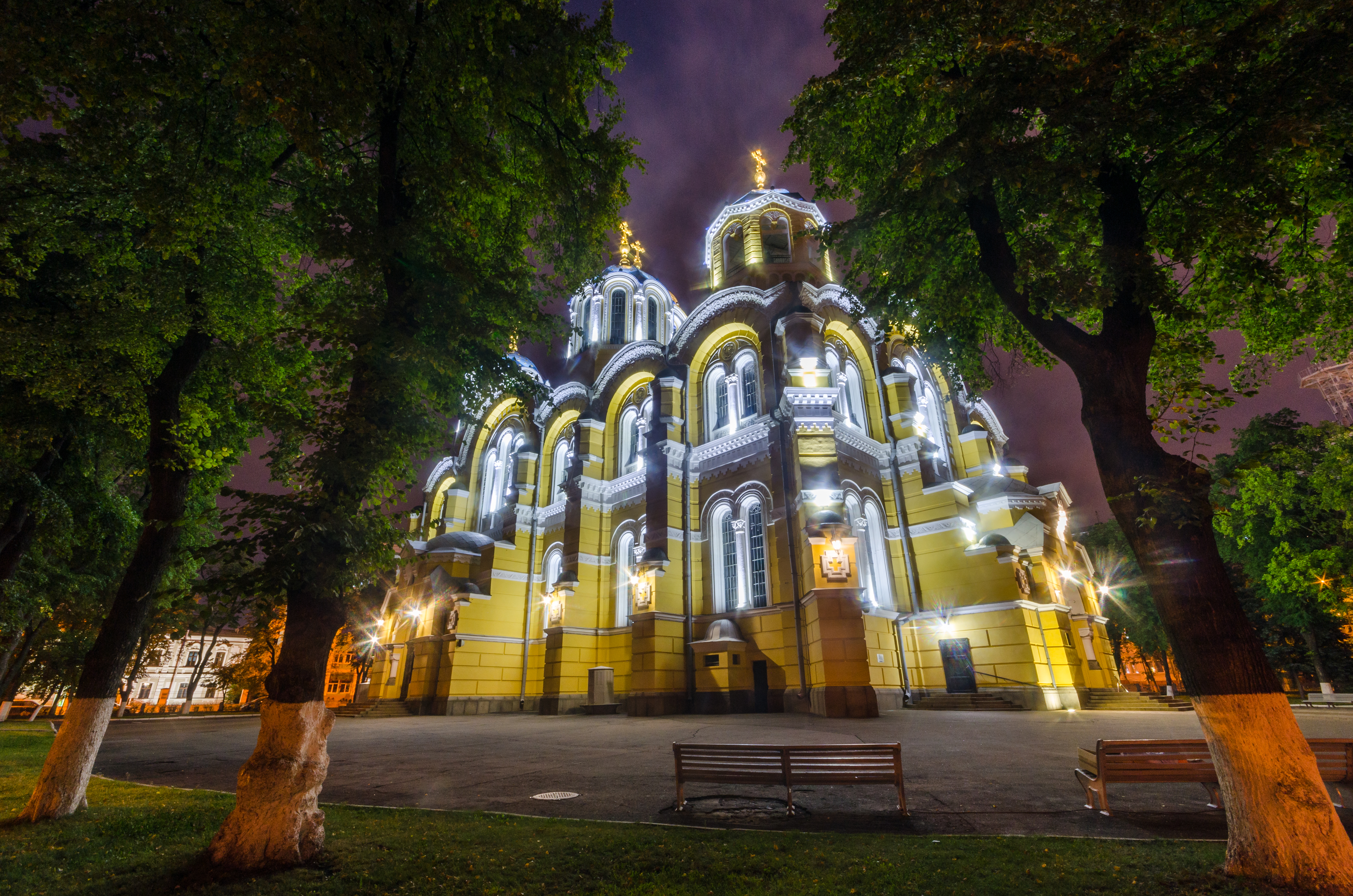

## Інша інформація
|                                       |  |  |
| Пам'ятна монета НБУ присвячена собору |  |  |

Настоятель собору — митрофорний протоієрей Борис Табачек.
Свято-Володимирський  собор відчинений:
- щоденно з 6:30 до 20:00 (від 24.02.2022 - до 19:00).
- у неділю та свята з 6:15 до 19:00.
- напередодні неділь та свят з 6:30 до 19:30.